# Avril 1945 (guerre mondiale)
Chronologie de la Seconde Guerre mondiale
mars 1945 - Avril 1945 -  mai 1945
- 1er avril :
  - Japon:  le navire japonais Awa Maru fut intercepté tard dans la nuit dans le détroit de Taïwan, près de l'Île Niushan, par le sous-marin américain USS Queenfish (SS-393), qui le prit pour un destroyer. L’Awa Maru était un navire-hôpital sous la protection de la Croix-Rouge, et selon les règles établies, son parcours de retour au Japon avait été révélé aux Alliés. Les torpilles du Queenfish ont coulé le navire. Un seul des 2 004 passagers et membres d'équipage a survécu. Le commandant du Queenfish, le commandant Elliott Loughlin (en) a été déféré par l'amiral Ernest King devant une cour martiale.
  - Les troupes des États-Unis envahissent l'île d'Okinawa. Début de la bataille d'Okinawa.
  - Fermeture de la poche de la Ruhr par les Alliés ;

- 2 avril :
  - Raids aériens sur Breslau.
  - Le ministre des Affaires étrangères soviétiques, Viatcheslav Molotov, informe l'ambassadeur japonais à Moscou, Naotake Satō, de la dénonciation soviétique unilatérale du pacte de neutralité signé en 1941 par l'Union soviétique et le Japon.

- 3 avril : 
  - Bombardement aérien de l'aviation américaine sur le camp de concentration de Dora-Mittelbau (Thuringe): 3 600 morts.
  - Premières évacuations à Buchenwald.
  - Prise de Karlsruhe par la 1re Armée française du général De Lattre de Tassigny.

- 4 avril : 
  - Bombardement aérien de l'USAF sur la ville de Nordhausen.
  - La Weser est atteinte par la 9e Armée US à Hamelin. Occupation de la ville.
  - Reddition de Cassel à la 80e division d'infanterie de la 3e Armée américaine du général Patton.
  - Prise d'Osnabrück par des unités britanniques et canadiennes; et de Gotha par des unités de la IIIe Armée US.
  - Libération de Bratislava par l'Armée rouge ;
  - Le camp de concentration d'Ohrdruf, dans l'Ouest de l'Allemagne, est libéré par les Alliés ;
  - Attaque des unités allemandes encerclées dans la Ruhr, totalement encerclées par la 9e armée américaine ;
  - Dernière directive du bureau de presse du Reich, ordonnant à la presse d'inciter les Allemands à la résistance.

- 5 avril :
  - Ferdinand Schörner est élevé au grade de Feldmarschall par Hitler.

- 6 avril :
  - Début de la Bataille de Königsberg.
  - Prise de Wurtzbourg par la 42e division d'infanterie américaine.
  - Début de l'opération Kikusui lancée par l'aviation japonaise, utilisant des kamikazes contre la flotte alliée participant à la bataille d'Okinawa.
  - Offensive du printemps 1945 en Italie : début de cette opération sur le front italien menée par les Alliés.

- 7 avril : 
  - L'aéronavale américaine coule le plus gros bâtiment de la marine japonaise, le cuirassé Yamato. L'opération Ten-Gō, considérée comme un baroud d'honneur, était une diversion pour faciliter le sacrifice de kamikazes lancés sur la Task Force 58.
  - Le camp de concentration de Vaihingen sur l'Enz est libéré par le 49e régiment de la 3e division d'infanterie algérienne de la 1re Armée française.
  - prise de Göttingen par des unités de la 1re et 9e Armées US.

- 8 avril :
  - Prise de Pforzheim par la 2e division d'infanterie marocaine de la 1re Armée française. Celle-ci libère, le jour même, le Camp de concentration de Vaihingen sur l'Enz.
  - Dissolution du Gau de Cologne par le Gauleiter Josef Grohé.
  - Massacre de Celle : un bombardement allié a détruit un convoi de déportés, transférés du camp de concentration de Drütte, sous-camp du Camp de concentration de Neuengamme vers celui de Bergen-Belsen. Parmi les 4 000 personnes du convoi, un certain nombre en ont profité pour s'échapper. Les autorités nazies de la ville lancent, le 8 et le 9 avril, une véritable « chasse à l'homme » pour reprendre les échappés. 1 100 sont repris ; près de 300 d'entre eux sont assassinés en représailles. Seuls 487 survivants arriveront le 10 avril à Bergen-Belsen.

- 9 avril :
  - Les Soviétiques s'emparent de Königsberg ;
  - Les croiseurs lourds allemands Scheer et Hipper sont détruits par l'aviation britannique à Kiel. Le Scheer est coulé ; le Hipper est gravement endommagé ; le croiseur léger Emden est également très endommagé. Ces deux navires sont irréparables.
  - Exécution par pendaison de l'amiral Wilhelm Canaris et de son adjoint le major-général Hans Oster à la prison de Flossenbürg.
  - Exécution du théologien protestant et opposant au nazisme Dietrich Bonhoeffer.

- 10 avril : 
  - Prise de Hanovre par le 13e corps de la IXe Armée US.
  - Prise de Bochum et de Essen par le 16e corps de la IXe Armée US.

- 11 avril :
  - Prise de la ville de Weimar par des unités de la 3e Armée US.
  - Prise de Cobourg par le 12e corps de la 3e Armée US.
  - Le camp de concentration de Buchenwald est libéré par des unités du 20e corps de la 3e Armée US (général George Patton).
  - Le camp de concentration de Langenstein-Zwieberge est libéré par les soldats de la 83e division d'infanterie (États-Unis).
  - La 2e division blindée du 19e corps de la 9e Armée américaine atteint l'Elbe à Schönebeck, 5 km au sud de Magdebourg.
  - Libération de la ville de Nordhausen et du camp de concentration de Dora-Mittelbau, sur la commune de Nordhausen par les troupes américaines du 7e corps de la 1re Armée.
  - Des unités de la 3e Armée US découvrent et s'emparent de l'usine souterraine de V2 à Nordhausen.
  - Le 3e bataillon du 164e régiment d'infanterie de la division Americal (23rd Infantry Division (États-Unis)), soit 1 172 soldats, débarque dans l'île de Bohol (archipel des Visayas centrales dans la ville portuaire de Tagbilaran.

- 12 avril : 
  - Le président Roosevelt meurt soudainement, le vice-président Harry S. Truman devient président des États-Unis ;
  - Promulgation d'un ordre, signé par Bormann, Keitel et Himmler, prescrivant la défense acharnée des villes investies par les Alliés.
  - Début de la bataille pour la libération d'Arnhem (opération 'Anger') Libération d'Arnhem.
  - Le 13e corps de la 9e armée américaine atteint la rive gauche de l'Elbe près de Wittenburg et de Werben.
  - Prise de Celle par les troupes britanniques.
  - Prise de Erfurt par la IIIe Armée US du général Patton.
  - Prise de Heilbronn par la 100e division du 6e corps de la 7e Armée américaine après 9 jours de combats.
  - Prise de Rastatt par la 1re Armée française.
  - Prise de Baden-Baden par le 5e régiment de Chasseurs d'Afrique (5e RCA) de la 1re division blindée de la 1re Armée Française.
  - Dans les eaux d'Okinawa, 478 avions kamikazes japonais attaquent les navires de la flotte alliée.

- 13 avril : 
  - Entrée des troupes soviétiques dans Vienne (Autriche). Fin de l'offensive Vienne.
  - Prise de Dortmund par les troupes américaines engagées dans la Ruhr ;
  - Prise de Iéna par des unités du 8e corps de la 3e Armée US.
  - Prise de Bamberg par des unités du 5e corps de la 7e Armée US.
  - Les SS quittent le camp de Bergen-Belsen ;
  - Le Massacre de Gardelegen est un massacre de 1 016 travailleurs forcés, principalement polonais, évacués des camps de concentration de Mittelbau-Dora et de Hannover-Stöcken (camp extérieur de Neuengamme), perpétré par les troupes allemandes SS sous les ordres du responsable nazi local Gerhard Thiele, à la fin de la Seconde Guerre mondiale dans le nord de l'Allemagne. Ce massacre fut découvert le 15 avril par un officier de la Compagnie F du 2e Bataillon du 405e Régiment de la 102e division d'infanterie (États-Unis), commandée par le major-général Frank A. Keating, de la 9e armée (États-Unis). Seuls huit survivants furent recueillis par les troupes américaines (deux Soviétiques, trois Français, deux Polonais et un Hongrois).
  - Albert Hoffmann décrète unilatéralement la dissolution du NSDAP dans son Gau de Westphalie-Sud.
  - Des centaines de Boeing B-29 Superfortress américains bombardent Tokyo ;

- 14 avril :
  - Prise de Weissenfels sur la Saale par la 69e division d'infanterie de la 1re Armée US.
  - Prise de Bamberg par le 15e corps de la 8e Armée US.
  - Prise de Bayreuth par les unités de la 3e Armée US

- 15 avril : 
  - Le camp de concentration de Bergen-Belsen est libéré par les troupes britanniques ; Arnhem, aux Pays-Bas, est libérée ;
  - Lancement de l'opération Vénérable pour libérer Royan, sur la côte Atlantique avec un bombardement aérien, maritime et terrestre massif.

- 16 avril : 
  - Naufrage du paquebot Goya dans la mer Baltique coulé par un sous-marin soviétique, causant la mort de 6 500 personnes ;
  - Le croiseur allemand Lützow est coulé dans le canal Piast (Kaiserfahrt) par des Avro Lancaster britanniques après une tentative ratée trois jours plus tôt. Néanmoins, le peu de profondeur du canal fait que le pont principal sera hors d'eau et que ces canons serviront à la défense contre l'avancée soviétique ;
  - L'offensive de l'armée soviétique sur Berlin commence ;
  - Les Alliés investissent Nuremberg, défendue âprement jusqu'à sa reddition le 20 avril.
  - Libération de Arnhem par la 1re Armée canadienne et la 49e division d'infanterie (Royaume-Uni).
  - Fin de la bataille de Groningue aux Pays-Bas (13 au 16 avril). Prise de la ville par la 2e division de la IIe Armée canadienne.
  - Libération de Colditz et de son château qui était l'Oflag IV (camp d'officiers prisonniers) par le 5e corps de la 9e Armée US.
  - Débarquement américain sur l'île de Ie-jima de la 77e division d'infanterie (États-Unis) (île à l'ouest du centre de l'île d'Okinawa). Celle île sera conquise le 21 avril.

- 17 avril : 
  - Fin de la bataille de Royan, la ville est libérée au prix de destruction massive avec une expérimentation de l'usage massif de bombes au napalm, disproportionnées face à cette poche de résistance (source) et alors que la fin de la guerre est toute proche ;
  - Occupation d' Offenbourg par la 1re Armée Française.
  - Mussolini s'installe à Milan ;
  - Franchissement de la Neisse par les unités polonaises engagées contre le Reich.
  - Fin des combats dans le secteur Est de la poche de la Ruhr. Les dernières villes prises sont Hagen et Hohenlimburg. Les combats continuent dans la partie occidentale.
  - Sur l'île de Bohol la division Americal de la 8e Armée US (général Robert L. Eichelberger affronte à partir de Ginopolan (côte sud) les troupes japonaises. Au bout de dix jours de combats acharnés la quasi-totalité des troupes japonaises est éliminée le 26 avril.

- 18 avril : 
  - Fin de la résistance des troupes allemandes dans la poche de la Ruhr. 325 000 soldats dont 30 généraux seront faits prisonniers. Reddition allemande dans la Ruhr ;
  - Prise de la ville de Fürth par la 42e division du 21e corps de la 7e Armée US;
  - Les Américains entrent en Tchécoslovaquie ;
  - Les lignes de défense allemandes en Italie du Nord sont percées à Argenta ;
  - Prise de Magdebourg par les troupes américaines de la 9e Armée;
  - Bombardement de Freising[1];

- 19 avril : 
  - Les troupes soviétiques atteignent la Sprée près de Spremberg. Le Premier front ukrainien occupe les villes de Görlitz et de Cottbus, et avance vers Dresde.
  - Prise de Brême par le 30e corps de la IIe Armée britannique. Le 8e corps de la IIe Armée britannique atteint l'Elbe près de Lauenburg/Elbe.
  - Prise de Halle sans combats, par le 7e corps de la 1re Armée américaine.
  - Les troupes américaines du 5e corps de la 1re Armée occupent Leipzig ;
  - Dernier discours public de Goebbels, à Berlin ;

- 20 avril : 
  - Évacuation partielle du camp de Sachsenhausen;
  - Les 3e, 42e, 45e divisions du 15e corps de la 7e Armée US (général Alexander Patch) mettent fin à 5 cinq jours de combats violents et occupent Nuremberg ; Karl Holz, gauleiter de Franconie, meurt dans les décombres du siège de la police, où il s'est retranché avec un groupe de soldats ;
  - Le général von Vietenghof, remplaçant de Kesselring, ordonne la retraite sur le fleuve Pô aux troupes allemandes d'Italie ;
  - Hitler fête ses 56 ans ; il fait sa dernière apparition publique dans le jardin de la nouvelle chancellerie - au-dessus du Führerbunker - pour décorer de la croix de fer des Hitlerjugend qui sont parvenus à détruire des chars soviétiques dans les faubourgs de Berlin ;
  - Le secrétaire d'État Friedrich Wilhelm Kritzinger ordonne l'évacuation des fonctionnaires des ministères encore en poste à Berlin ;
  - Condamnation à mort du général Dentz par la Haute cour de justice française (elle sera commuée en prison à vie en octobre)[2].

- 21 avril : 
  - Rencontre au nord de Berlin, à Hartzwalde, propriété de Felix Kersten, entre celui-ci, Heinrich Himmler et Norbert Masur, représentant suédois du Congrès juif mondial dans le but de faire libérer des milliers de juifs : opération des bus blancs de la Croix-Rouge.
  - Stuttgart est occupée conjointement par le 2e corps de la 1re armée (France, 1944-1945) et le 24e corps de la 7e Armée US.
  - Évacuation du camp de Ravensbrück ;
  - Les armées soviétiques commencent l'encerclement de Berlin ;
  - L'URSS signe un pacte d'amitié avec la Pologne ;
  - À Bautzen, les unités allemandes bousculent les unités soviétiques engagées en Saxe.
  - Le maréchal Model se donne la mort dans la poche encerclée de la Ruhr ;
  - Prise de Fribourg par les troupes françaises.
  - Sur le front italien, Bologne est le théâtre de combats entre la 65e division d'infanterie allemande et le 2e corps polonais de la 8e Armée britannique, puis quelques heures plus tard, par des unités du 2e corps de la Ve Armée US.
  - Les Allemands évacuent le maréchal Pétain de Sigmaringen devant l'avance alliée ;

- 22 avril
  - Philippines : second débarquement américain sur l'île de Mindanao, dans le golfe de Moro (sud-ouest de l'ile), de la 31e division du 10e corps US (Opération VICTOR V).
  - La 12e division blindée du 21e corps de la 7e Armée US atteint le Danube à Lauingen et Dillingen à 30 km en aval d'Ulm. De son côté le 6e corps franchit le fleuve en amont d'Ulm vers Ehingen (Donau).
  - Sur le front italien; Bologne est libérée à la suite de la capitulation de la 65e division d'infanterie allemande. Modène est libérée par le 4e corps de Ve Armée US.

- 23 avril
  - Francfort-sur-l'Oder est occupée par les troupes soviétiques.
  - Dernière visite d'Albert Speer à Hitler, dans le bunker de la Chancellerie du Reich, à Berlin ;
  - Disgrâce de Goering, mis aux arrêts à Berchtesgaden.
  - Libération du camp de concentration de Flossenbürg par une unité de la 90e division d'infanterie de la 3e Armée US.

- 24 avril :
  - La ville de Ferrare est libérée par le 5e corps de VIIIe Armée britannique.
  - Le maréchal Pétain, après accord des Allemands passe en Suisse d'où il compte revenir en France.
  - Des unités du 1er front biélorusse (Joukov) et du 1er front ukrainien (Koniev) encerclent Berlin à l'ouest; le premier par le nord; le second par le sud.
  - Occupation de Dessau sur l'Elbe par des unités de 1re Armée US.
  - Ulm est occupée par la 1re armée française et des unités de la VIIe armée US.

- 25 avril :
  - Wangerooge: 482 bombardiers Lancaster de la Royal Air Force dont 18 avions de l'escadron de bombardement 1/94 Guyenne et 12 avions du Groupe de bombardement I/25 Tunisie bombardent les batteries côtières de cette île.
  - 1100 bombardiers de la Royal Air Force et le la 8th Air Force en deux vagues bombardent Berchtesgaden, principalement le Berghof.
  - En province de Prusse-Orientale, Pillau est occupée par la Troisième front biélorusse du général Alexandre Vassilievski.
  - Elbe Day : jonction des troupes américaines et soviétiques à Strehla;puis au pont de Torgau sur l'Elbe ;La poignée de main de Torgau
« Sam » et « Ivan », en réalité les soldats William Robertson et Alexander Sylvashko, se serrent symboliquement la main devant le panneau EAST MEETS WEST ; 
 cette photographie fut arrangée le jour même sur l'Elbe.

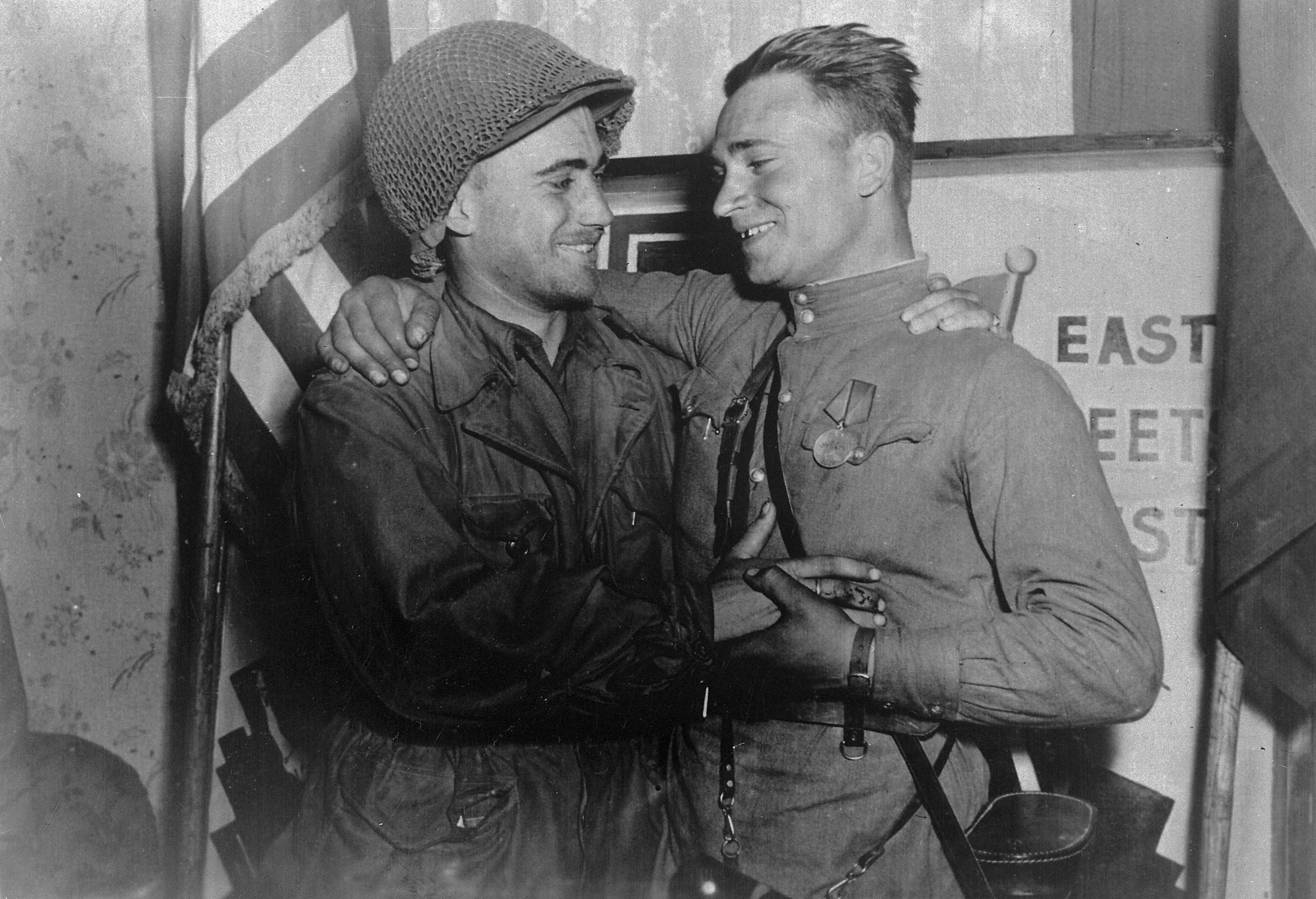
La poignée de main de Torgau
« Sam » et « Ivan », en réalité les soldats William Robertson et Alexander Sylvashko, se serrent symboliquement la main devant le panneau EAST MEETS WEST ;
cette photographie fut arrangée le jour même sur l'Elbe.

  - Berlin est totalement encerclée par les troupes soviétiques de Joukov et de Koniev qui ont fait leur jonction à Ketzin/Havel, à environ 20 km à l'ouest, en fin de matinée ;
  - Début de la conférence de San Francisco ;
  - Parme et Vérone sont libérés par les partisans italiens et par des unités alliées dont la 88e division d'infanterie US du 2e corps de la Ve Armée US à Vérone.
  - Gênes se soulève et est libérée par les partisans italiens ;
  - Rencontre chez l'archevêque de Milan, Mgr Shuster, entre Mussolini accompagné de quelques dirigeants fascistes et des membres de la Comité de libération nationale (CLNAI) qui lui demandent une reddition immédiate. Mussolini réserve sa réponse et se retire.

- 26 avril :
  - Hitler refuse d'évacuer Berlin, écartant ainsi la proposition d'Helmuth Weidling.
  - Stettin est occupée par les troupes soviétiques du deuxième front biélorusse du maréchal Rokossovski;
  - Brno en Tchéquie est libérée par des unités du troisième front biélorusse du général Bagramian;
  - Les troupes britanniques du 30e corps de la IIe Armée britannique s'emparent de Brême ;
  - Ingolstadt est occupée par des unités du 20e corps de la IIIe Armée US.
  - La 1re armée française du général de Lattre de Tassigny atteint les rives du lac de Constance;
  - Turin et Milan sont libérées par les partisans italiens ;
  - Benito Mussolini, déguisé en soldat allemand dans une colonne allemande en retraite, est arrêté par des partisans italiens dans le village de Dongo près de Côme ;
  - Le maréchal Pétain se constitue prisonnier à la frontière franco-suisse, à Vallorbe ;
  - Refus de la Suisse d'accueillir Pierre Laval ;

- 27 avril :

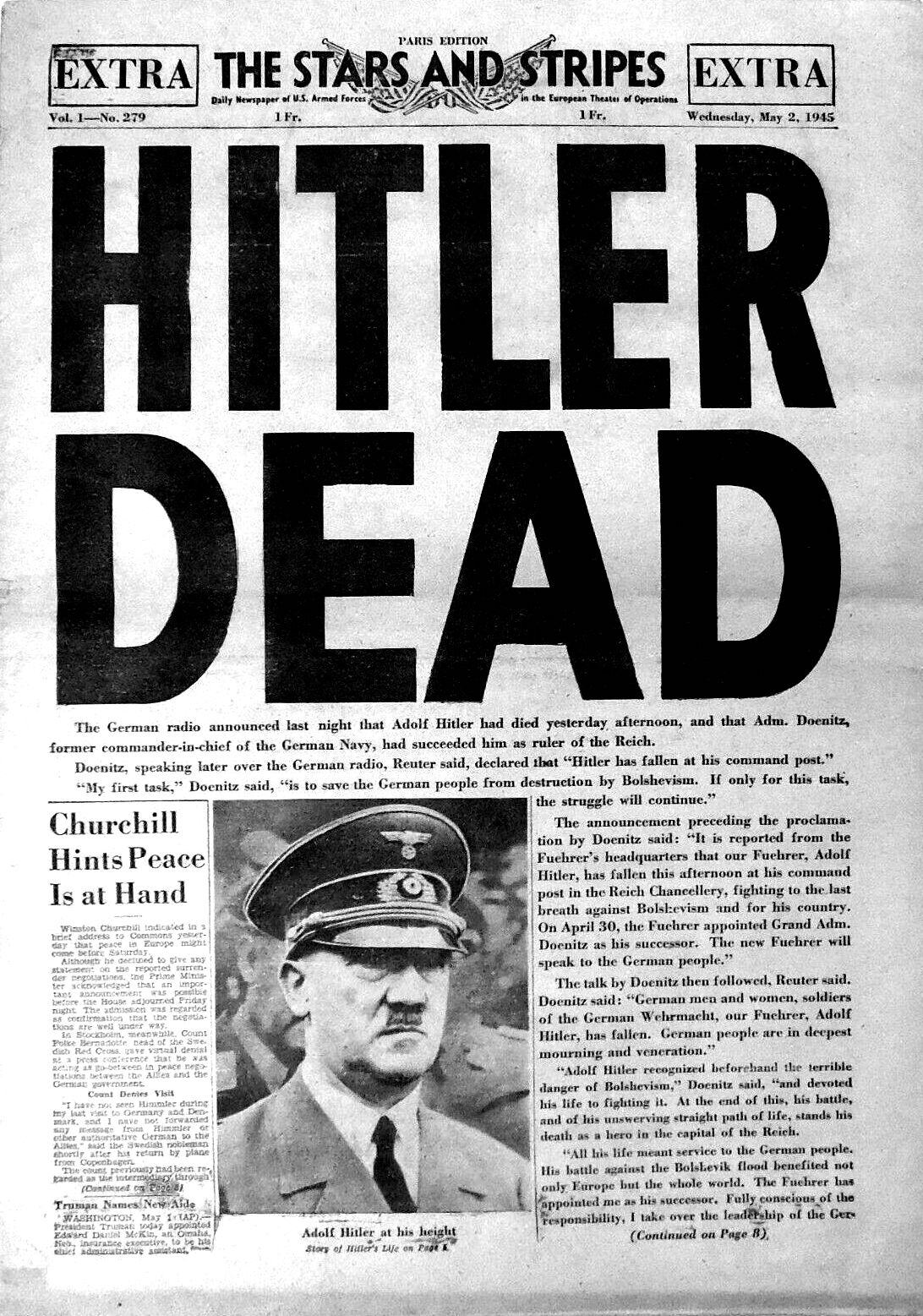
La mort d'Adolf Hitler fera le lendemain du 30 avril les gros titres des journaux.

  - Des unités du 12e corps de la IIIe Armée US (général Patton) entrent en Tchécoslovaquie au nord de Bischofsreut (commune de Haidmühle);
  - Les troupes américaines entrent en Autriche ;
  - Reddition de Ratisbonne ; des émissaires livrèrent la ville aux troupes alliées[3] et la 3e armée américaine prit possession de la ville.
  - Pétain est interné au fort de Montrouge ;
  - Refus du Liechtenstein d'accueillir Pierre Laval[4].

- 28 avril : 
  - Benito Mussolini et sa maîtresse Clara Petacci sont exécutés par des partisans italiens avec les seize derniers fascistes de leur entourage à Giulino di Mezzegra;
  - La 12e armée allemande commandée par le général Wenck attaque pour dégager Berlin. Après un succès initial, elle est obligée d'interrompre son offensive au niveau de Ferch (près de Schwielowsee) à 10 km au sud-ouest de Potsdam;
  - Premières attaques soviétiques contre le quartier gouvernemental, zone "Z" de Berlin.
  - Derniers gazages de prisonniers, des antifascistes autrichiens, dans le camp de Mauthausen ;
  - Le camp de concentration de Landsberg am Lech en Bavière est libéré par la 101e Aéroporté (506e PIR « easy company», la 10e Division blindée (Tiger) et la 4e Division de l’armée des États-Unis d’Amérique
  - Dans la nuit du 28 au 29, Hitler épouse sa maîtresse Eva Braun dans le Führerbunker ;
  - Pierre Laval s'envole, via Mérano, pour l'Espagne qui lui a accordé l'asile pour trois  mois[5] ;
  - Reddition de la ville d'Augsbourg à des unités de la VIIe Armée US ;
  - Tentative de coup d'état à Erding, menée par trois officiers de la Wehrmacht et leurs troupes, vite réprimée par le gauleiter Paul Giesler (16 exécutés à Penzberg);
  - Le général Gotthard Heinrici, commandant du groupe d'armées Vistule, est limogé et banni comme traître à sa patrie par Hitler;
  - Dernière édition du Völkischer Beobachter, journal officiel du NSDAP, imprimé depuis Munich ;
  - Fernand de Brinon, réfugié près d'Innsbruck se voit refuser l'asile en Suisse[6].
  - À Caserte, à 21 heures, capitulation des forces allemandes opérant en Italie.
  - Hitler informé par l'agence Reuters et la BBC des propositions de paix formulées par Heinrich Himmler aux Alliés occidentaux; l'exclut sur le champ du parti national-socialiste et le qualifie de traître. Il ordonne à l'amiral Dönitz de le faire comparaître en cour martiale.

- 29 avril : 
  - Libération de Venise par des unités de la VIIIe Armée britannique;
  - les corps de Benito Mussolini, de sa maîtresse Clara Petacci et de seize de ses derniers partisans sont exhibés à Milan, accrochés par les pieds à la balustrade d'un poste d'essence sur la place Piazzale Loreto ;
  - Le camp de concentration de Dachau est libéré le matin du 29 avril par le 3e bataillon du 157e régiment de la 45e division d’infanterie de la 7e armée US; commandé par le colonel Felix L.Sparks. Cette libération est ternie par les exactions commises par des soldats américains ;
  - Première occupation d'une unité française sur le territoire autrichien. La ville de Hohenweiler est conquise le 29 avril 1945 par une patrouille du "Combat Command" C.C.4 de la 5e division blindée de la 1re armée française.

- 30 avril : 
  - Prise de Munich par des unités du XVe corps de la VIIe Armée US ;
  - Hitler se suicide dans le Führerbunker à Berlin ;
  - Prise du Reichstag par l'Armée rouge ;
  - Les forces américaines et l'avant-garde soviétique font leur jonction près d'Eilenbourg, non loin de Leipzig ;
  - Les unités du quatrième front ukrainien (général Andreï Ieremenko) libèrent Ostrava en Tchécoslovaquie ;
  - Des unités de la 5e division blindée de la 1re armée française (général De Lattre de Tassigny); les "Combat Command" C.C.4 et C.C.5 et le premier bataillon de choc; occupent Bregenz après un intense bombardement par l'artillerie et l'aviation alliée.
  - Opération Jupiter (île d'Oléron) : après une préparation d'artillerie de la 13e brigade d'artillerie US, débarquement des 2 400 hommes de la division Marchand sur la pointe de Gatseau.